# Anhembi
Anhembi est une municipalité brésilienne de l'État de São Paulo et la Microrégion de Botucatu.

## Démographie
| Évolution de la population (municipalité) | Évolution de la population (municipalité) | Évolution de la population (municipalité) | Évolution de la population (municipalité) |
| Année                                     | Population                                |                                           | %±                                        |
| ----------------------------------------- | ----------------------------------------- | ----------------------------------------- | ----------------------------------------- |
| 1920                                      | 4 317                                     |                                           |                                           |
| 1940                                      | 4 548                                     |                                           | 5,4%                                      |
| 1950                                      | 5 119                                     |                                           | 12,6%                                     |
| 1960                                      | 3 135                                     |                                           | −38,8%                                    |
| 1970                                      | 3 517                                     |                                           | 12,2%                                     |
| 1980                                      | 3 458                                     |                                           | −1,7%                                     |
| 1991                                      | 3 537                                     |                                           | 2,3%                                      |
| 2000                                      | 4 535                                     |                                           | 28,2%                                     |
| 2010                                      | 5 653                                     |                                           | 24,7%                                     |
| 2022                                      | 5 674                                     |                                           | 0,4%                                      |
| ,                                         |                                           |                                           |                                           |